# 托罗港
托羅港（Puerto Toro）是智利納瓦里諾島東岸的一座小渔港。于1892年火地島淘金熱中由蓬塔阿雷纳斯市長設立。
該地隸屬於麥哲倫-智利南極大區的南極省的卡沃德奧爾諾斯。是世界上除了南極洲上的科考站以外最靠南的人类永久定居点，距離南極點約3900公里。是南纬55度线以南除南極科考站外唯一的人類定居點。基於2002年的人口普查，島上共有36人居住，他們是漁夫及其家人。根據國際海道測量組織的海洋分類標準，這裡是智利唯一的具有大西洋（分界線為火地島的合恩角所處的經線到南極大陸）海岸和水域的地點。
在100多年前，由於火地島淘金熱，托羅港曾是比格爾海峽地區最重要的城鎮。淘金熱過後這裡的重要程度便衰退了。如今，當地以出產智利王蟹而馳名。